# Pardosa longionycha
Pardosa longionycha là một loài nhện trong họ Lycosidae.
Loài này thuộc chi Pardosa. Pardosa longionycha được Chang-Min Yin et al miêu tả năm 1995..